# Kalağaylı
Kalağaylı è un comune dell'Azerbaigian situato nel distretto di Ağsu. Conta una popolazione di 275 abitanti.